# Längenau
Längenau je vesnice v německé spolkové zemi Bavorsko, v okrese Wunsiedel im Fichtelgebirge. Spadá pod město Selb.

## Geografie
Längenau leží na státní hranici s Českou republikou, 4 kilometrů východně od Selbu a 4 kilometrů jihozápadně od Aše. Na severu sousedí s vesnicí Wildenau, na východě s Novým Žďárem a na západě s městem Selb. K Längenau patří také samoty Am Steingeröll a Am Voitsberg.
Vesnice se rozprostírá pod vrchem Wartberg (638 metrů), na kterém se nachází lyžařská sjezdovka.

## Turistika
Längenau je malebná vesnička obklopená přírodou. Turistika je zde velmi rozšířená a oblíbená, proto je v obci i v jejím okolí možné najít množství turistických tabulí, map, turisticky značených tras, krátkých i delších. Jedna ze stezek vede například z Längenau k česko-německé státní hranici, kde jsou k vidění historické hraniční mezníky s erby šlechticů (Zedtwitzů na české straně a Lindenfelsů na německé) z let 1718–1754. Tato turistická cesta se zde (na české i německé straně) rozvětvuje na další, vedoucí například do Aše, Nebes, nebo Libé.
Některé turistické stezky jsou v zimě upraveny k používání jako běžecké tratě.
V roce 2009 se začalo s realizací nového česko-německého projektu (2009–2010), kdy bude vytvořena cyklistická stezka/trasa z Aše do Wunsiedlu, vedoucí právě přes Längenau.

## Dispozice obce
V Längenau se nachází hostinec s parkovištěm, od kterého vedou turistické stezky. Jako mnoho dalších německých vesniček má i Längenau vlastní požární zbrojnici s jedním vozidlem sloužícím místním dobrovolným hasičům.

## Památky
V intravilánu obce se nachází památník obětem 1. a 2. světové války.

## Galerie

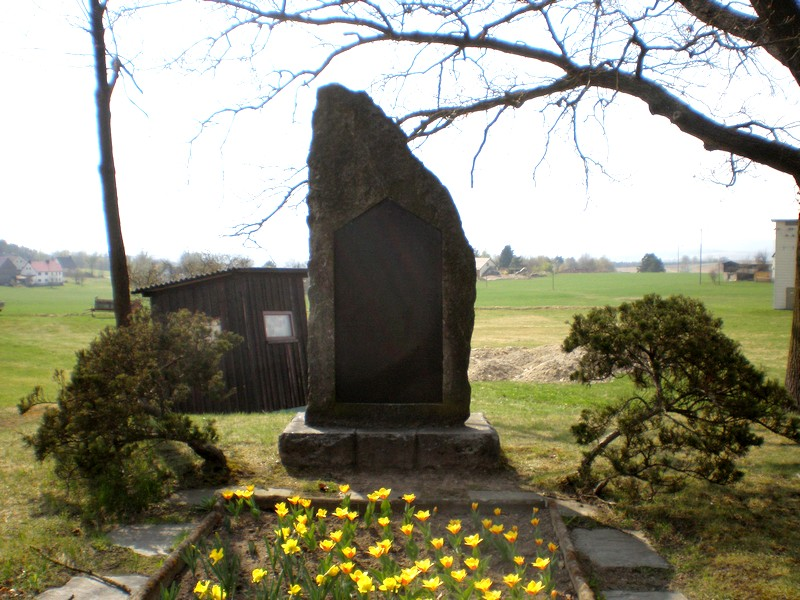
Památník obětem 1. a 2. světové války.
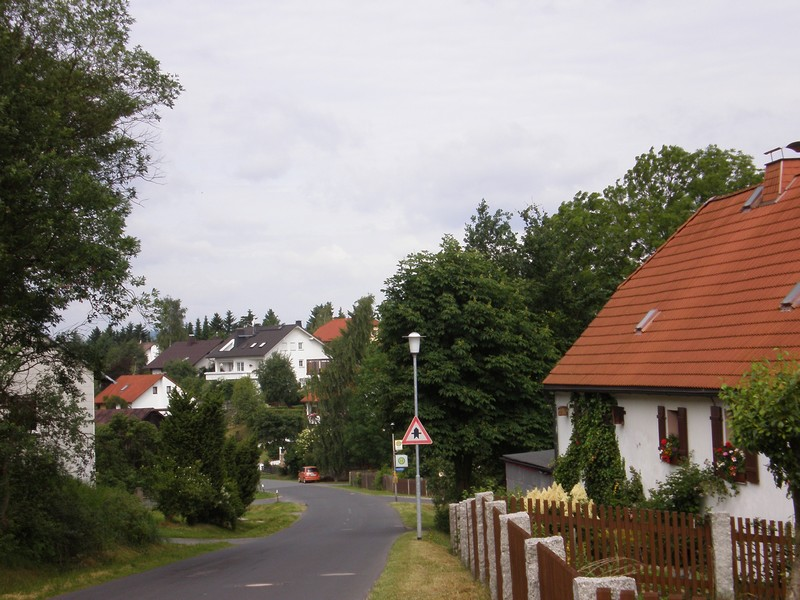
Jedna z ulic s bohatou flórou.
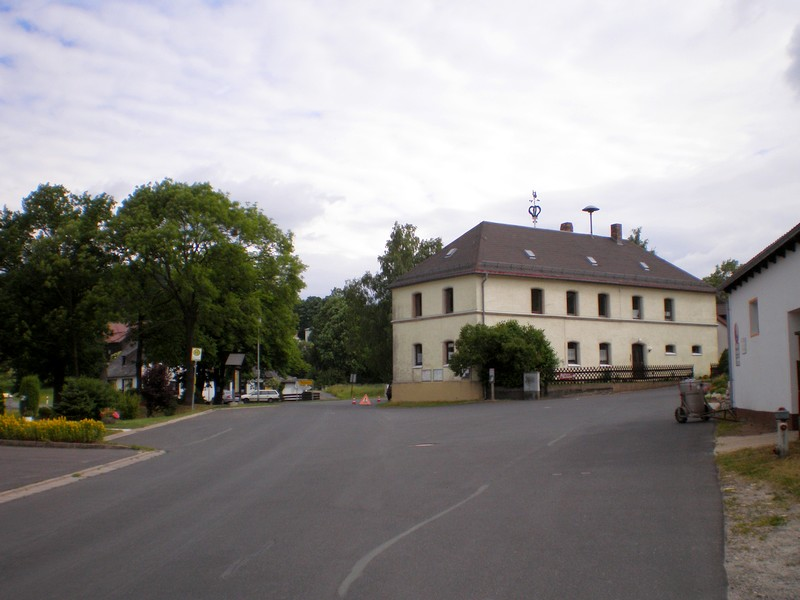
Malé náměstíčko.